# Núi Mazama
Núi Mazama (tiếng Anh: Mount Mazama) là một ngọn núi ở phía nam Oregon. Ngọn núi này thường được biết với cái tên là "Hồ miệng núi lửa" (Crater Lake), là một vùng bị sụp xuống do núi lửa phun hết đỉnh của nó khoảng 6.900 năm trước. Núi Mazama là một bộ phận của dãy núi Cascade. Núi Mazama được ước tính có chiều cao khoảng 3.350 m (11.000 ft.) trước khi phun trào. Toàn bộ ngọn núi này nằm trong vườn quốc gia Hồ miệng núi lửa.